# Alone with the Blues (альбом Рея Браянта)
Alone with the Blues — студійний альбом американського джазового піаніста Рея Браянта, випущений у 1959 році лейблом New Jazz.

## Опис
Це перший альбом Рея Браянта, де він грає сольно на фортепіано, який вважається класичним. Тут він виконує п'ять власних композицій, а також «Lover Man» і «Rockin' Chair».
Альбом вийшов у 1959 році на лейблі New Jazz, дочірньому Prestige Records.

## Список композицій
1. «Blues #3» (Рей Браянт) — 7:15
2. «Joy» (Рея Браянт) — 3:59
3. «Lover Man» (Джиммі Девіс, Рам Рамірес, Джиммі Шерман) — 3:52
4. «Me and the Blues» (Рей Браянт) — 5:00
5. «My Blues» (Рей Браянт) — 4:23
6. «Rockin' Chair» (Хогі Кармайкл) — 5:16
7. «Stocking Feet» (Рей Браянт) — 4:47

## Учасники запису
- Рей Браянт — фортепіано

Технічний персонал
- Есмонд Едвардс — продюсер, фотографія обкладинки
- Руді Ван Гелдер — інженер
- Айра Гітлер — текст